# Mine Victoria (États-Unis)
Pour les articles homonymes, voir Mine Victoria.
La mine Victoria est le nom donné à un ensemble de mines de cuivre situées à Rockland Township, dans le Pays du cuivre du Michigan. C'est dans ce secteur riche qu'a été extrait l'Ontonagon Boulder (en), un énorme bloc de cuivre natif de 1 682 kg, bien que la plupart du métal extrait soit issu du minerai à faible teneur de Forest Lode. La mine a été exploitée de manière discontinue de 1849 à 1921, date de sa fermeture définitive. La mine a aussi donné des spécimens de quartz, épidote, calcite, prehnite et de pumpellyite.

## Première tentative (1771 - 1772)
La présence de fosses d'extraction datant de l'époque précolombienne indique que les ressources minières du secteur était exploitées bien avant que les Européens ne posent le pied en Amérique du Nord. À proximité de ce secteur se situe l'emplacement d'origine d'une énorme pépite de cuivre, l'Ontonagon Boulder (en). Découverte par des missionnaires jésuites, celle-ci suscite d’intérêt d'investisseurs britanniques. En 1771, Alexander Henry, un des premiers explorateurs britanniques, est envoyé pour ouvrir une mine sur les rives de l'Ontonagon, à l'endroit où la pépite a été trouvée. L'aventure tourne cependant court, la descenderie s'effondrée au printemps suivant car elle était creusée dans les berges de la rivière. Cet événement provoque l'abandon du projet pendant plus de 70 ans.

## Exploitation sporadique et détérioration (1849 - 1881)

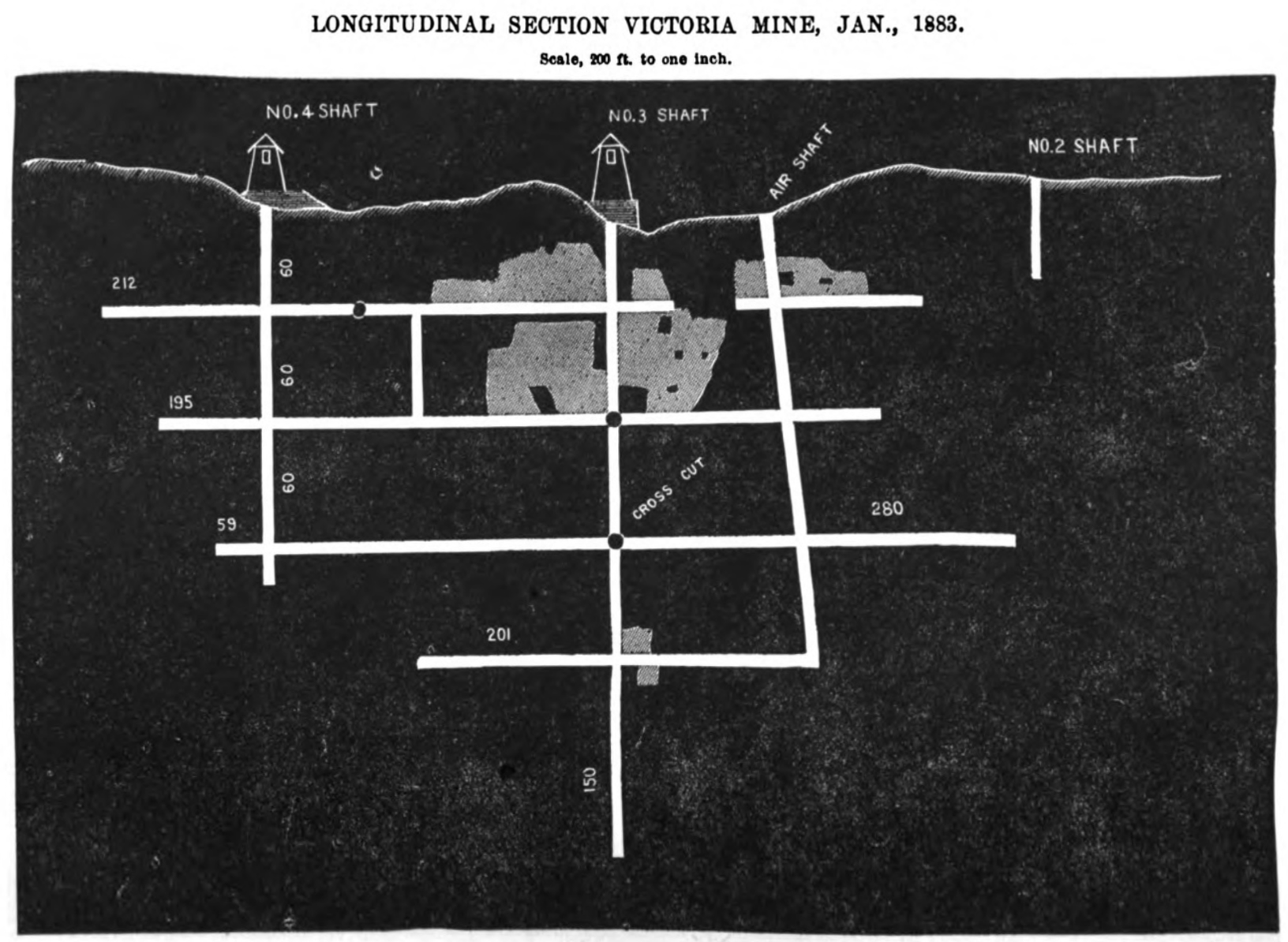
Puits et galeries de la mine Victoria en 1883.

En 1849, Christopher Columbus Cushing ouvre une mine à proximité de l'endroit où Henry avait creusé. La Mine Cushin fonctionne pendant une année, avant que la Forest Mining Company soit constituée et en prenne le contrôle, en 1850. Huit ans plus tard, l'entreprise est réorganisée et prend le nom de Victoria Mining Company. L'exploitation est perturbée par plusieurs catastrophes : le premier bocard est détruit par un incendie et le second est emporté par une crue. La troisième usine, construite vers 1870, censée fonctionner grâce à l'eau d'exhaure pompée hors de la mine est un échec, et le moulin à vent qui lui succède ne marche pas mieux. Après 1855, la mine est exploitée de manière intermittente pendant plusieurs années. La quantité de cuivre extraite de la mine pendant cette période est estimée entre 200 et 250 tonnes. Le cuivre est alors expédié à Calumet où il est affiné et fondu
En 1881, l'ancien maître-mineur de la mine Nonesuch (en), Thomas Hooper, évalue l'état de la mine Victoria et, après en avoir pompé l'eau, la trouve très délabrée. Beaucoup de galeries et de descenderies sont effondrées et les boisages pourris. Il en conclut qu'un gros investissement serait nécessaire pour remettre la mine en état. Ce constat reporte la réouverture de la mine et il faut attendre la fin du XIXe siècle pour que la mine soit à nouveau opérationnelle.

## L’époque industrielle (1899 - 1921)
Au début de 1899, la Victoria Copper Mining Company relance la mine, en embauchant Hooper pour piloter l'opération. Un des premiers problèmes rencontré par Hooper est l'absence de combustible : le bois était difficile à trouver et le charbon, cher. Cette contrainte pousse Hooper à innover. Dès 1882, l'énergie hydraulique est évaluée. Le bulletin annuel du Michigan Department of Mineral Statistics résume en 1882 que « un des importants intérêts que cette exploitation recèle consiste en l'énergie hydraulique de la branche ouest de l'Ontanagon située à environ un mille au sud de la mine ; quarante pieds de chute peuvent y être exploités[…] S'il devait être décidé d'exploiter la mine, l'énergie hydraulique de la branche ouest devrait être certainement utilisée pour alimenter les machines. » En 1904, Charles Havelock Taylor, un inventeur canadien, visite le site pour y construire une trompe hydraulique qui exploiterait l'énergie de l'Ontanagon. Une fois construite, cette trompe, ou compresseur de Taylor, devient capable de fournir la mine Victoria en air comprimé bon marché, qui permet d'assurer la viabilité de la mine qui n’extrait que des minerais pauvres en cuivre. Ainsi, le Mines Register estime que la mine Victoria « s'est positionnée sur l'exploitation d'une roche d'une teneur plus faible que n’importe quelle autre mine du secteur du lac Supérieur. »

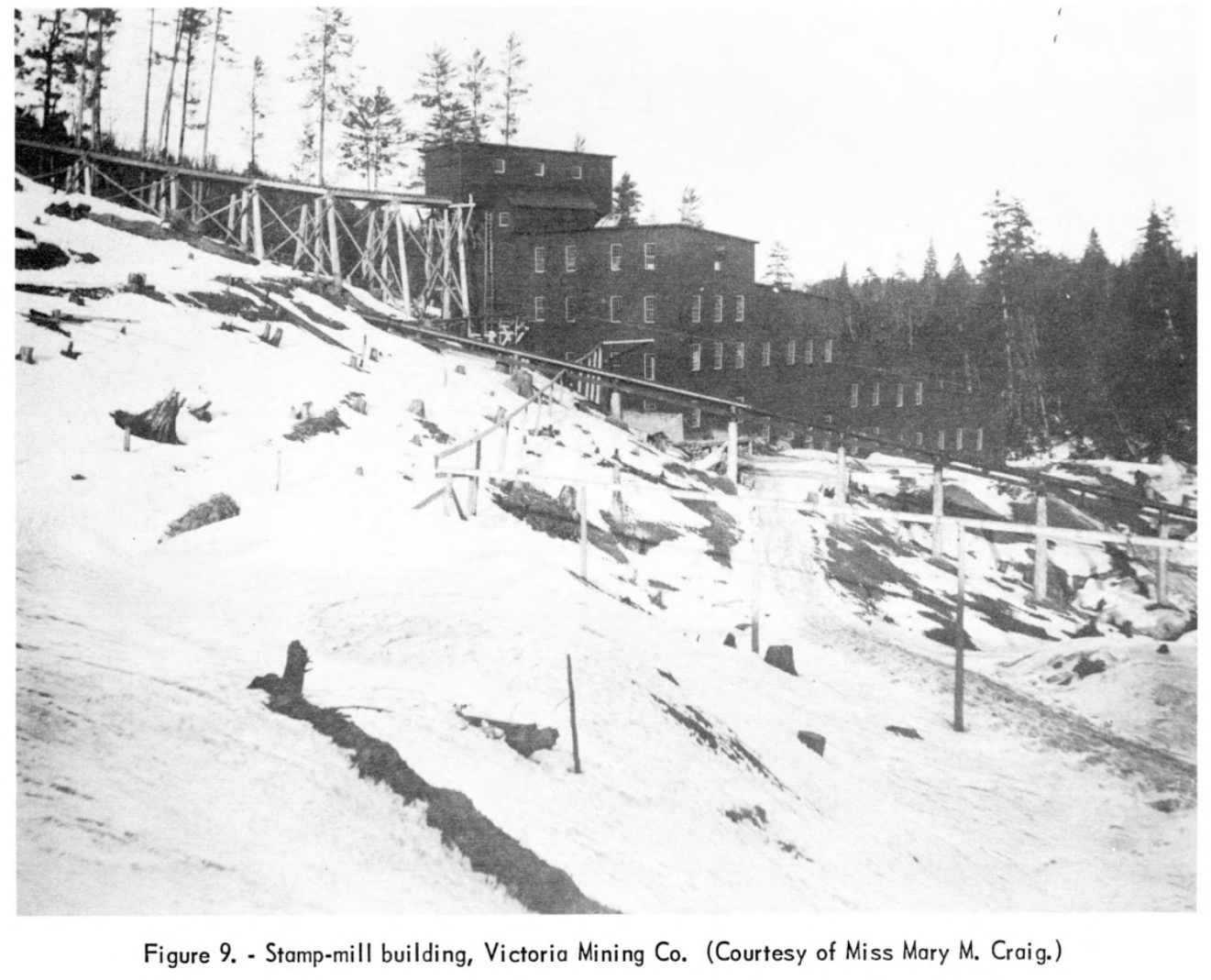
Bâtiment du bocard pneumatique.
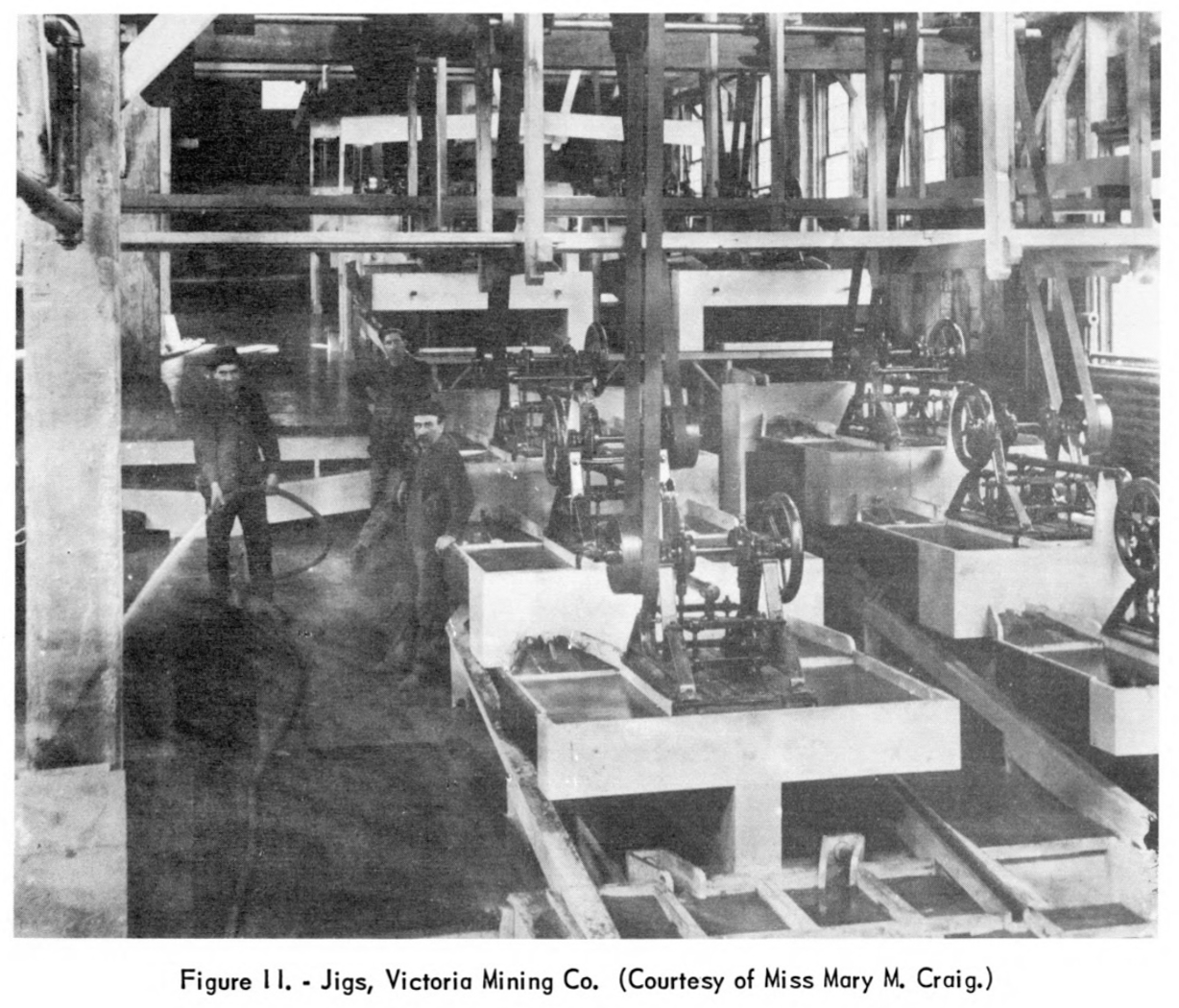
Lavoirs à secousses.
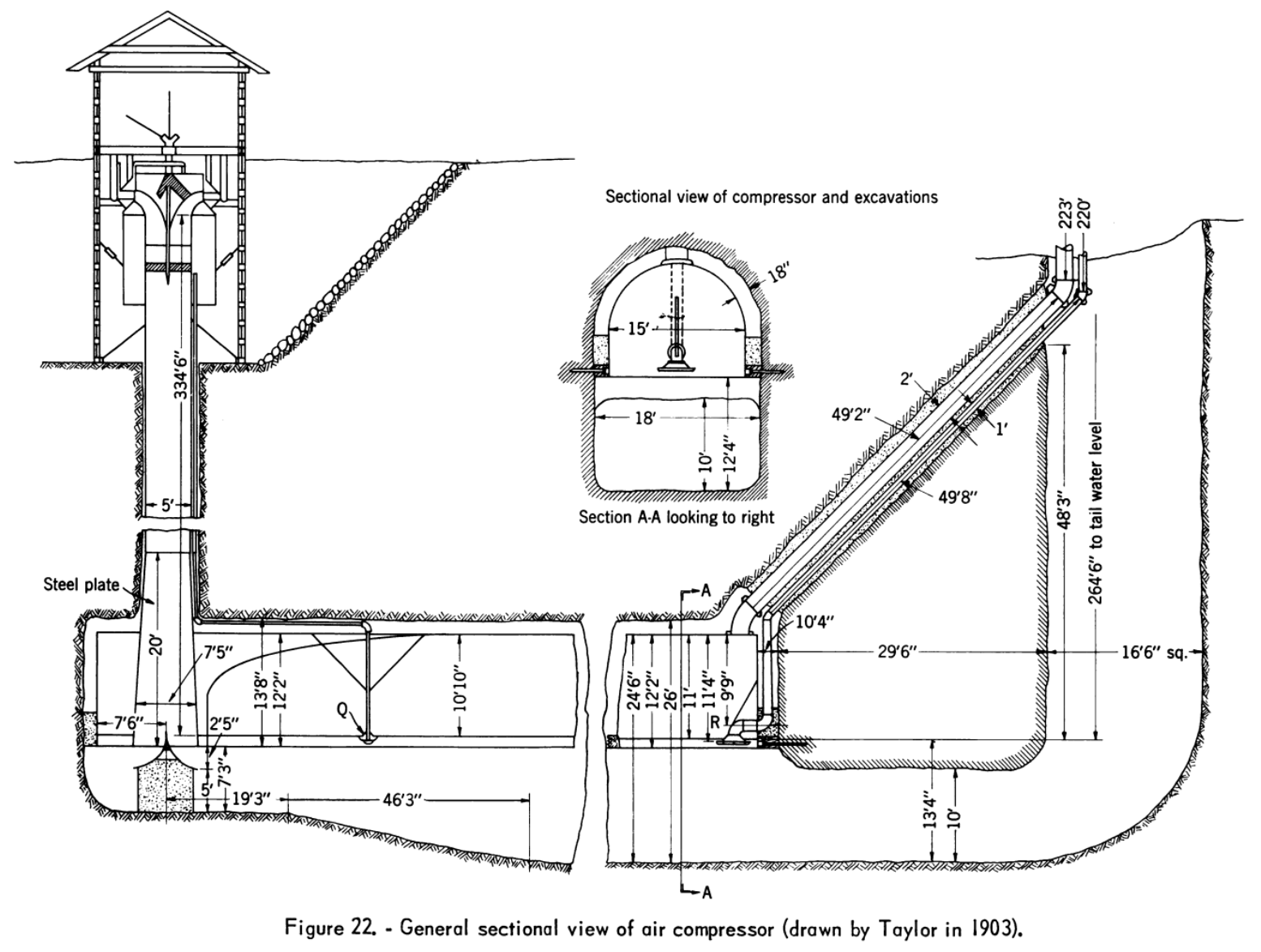
Plan général de la trompe hydraulique de Taylor.
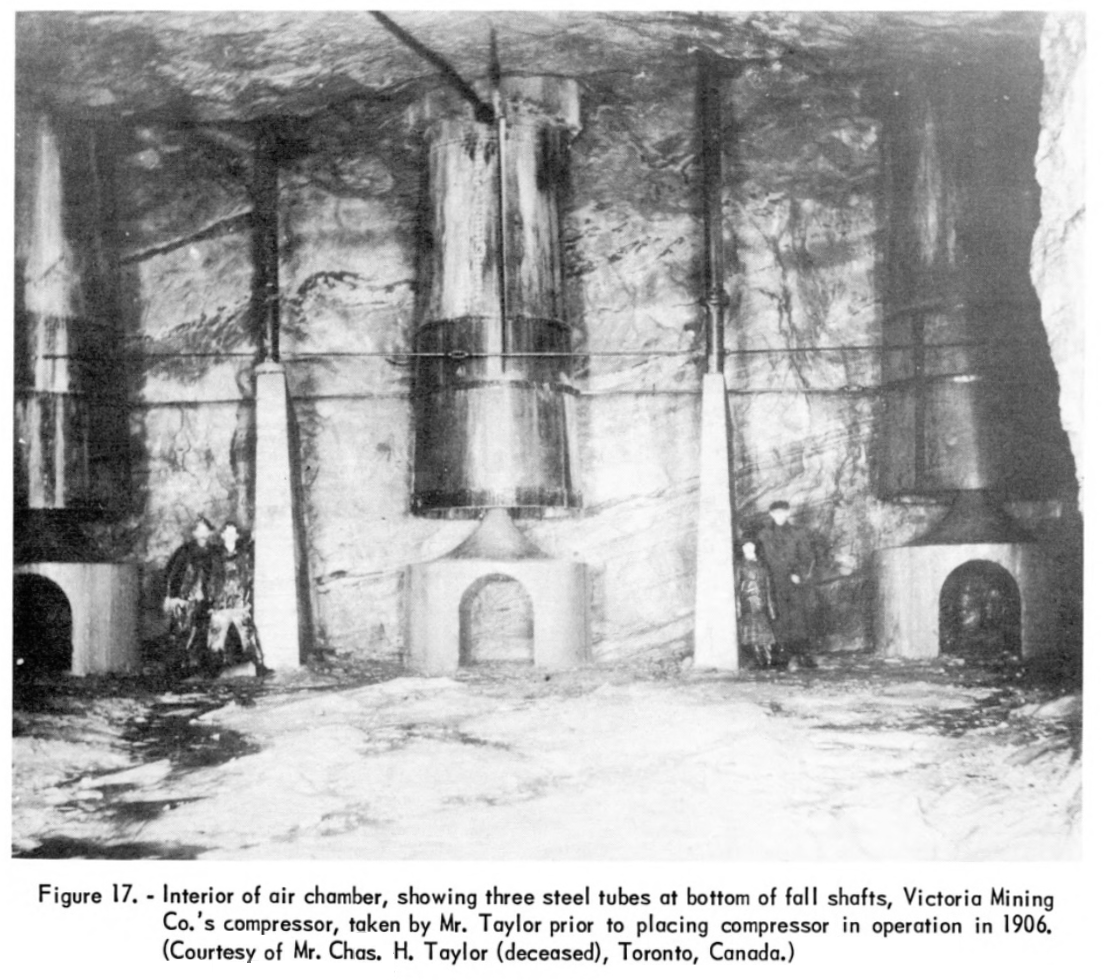
Intérieur de la chambre souterraine de la trompe, sous les trois descentes d'eau.

Pendant ce temps, le village de Victoria, près du site, croît jusqu’à 80 maisons. Tous les bâtiments de la ville, dont l'école et le magasin, appartiennent à la compagnie minière. Les habitants sont tous mineurs, et les ressources de leurs familles ne dépendent que de l’exploitation minière. Les salaires sont conformes à la pratique de l'époque : 1 dollar la journée de 10 heures, et plus tard 2 dollars pour la même durée travaillée. Par contre, les chiffres relatifs à l’exploitation à cette période sont difficiles à obtenir, et la quantité exacte de cuivre extraite est mal connue.
La mine fonctionne presque continûment pendant près de vingt ans. Mais à l'approche des années 1920, le cours du cuivre commence à baisser. L'avantage économique de la trompe de Taylor permet à la mine Victoria de rester ouverte plus longtemps que ses concurrentes. Mais après la fin de la Première Guerre mondiale, les cours s'effondrent de 50 % pour atteindre 0,13 dollar/livre. Et lorsque le cours atteint 0,11 dollar, la mine Victoria ferme définitivement.

## Reconversion du site (1921 - actuel)

### Barrage Victoria
Après la fermeture de la mine en 1921, la Copper District Power Company achète les terrains afin d'y construire une usine hydroélectrique sur l'Ontonagon. Le nouveau barrage (de type multivoûte, édifié en 1929-1931) crée un lac artificiel, le Réservoir Victoria. La trompe de Taylor, arrêtée depuis 1921, est remise en service en 1929 et 1930 pour la construction du barrage. Exploité par l'Upper Peninsula Power Company (en) depuis 1947, l'entreprise dispose maintenant de trois autres barrages en amont du barrage Victoria afin de retenir suffisamment d'eau pour fournir la puissance à la région. La trompe, située à proximité du barrage, ainsi que ses dépendances, son bief et son barrage (le barrage Hooper, construit en 1902) est maintenant noyée dans le nouveau lac.

### Le vieux Victoria

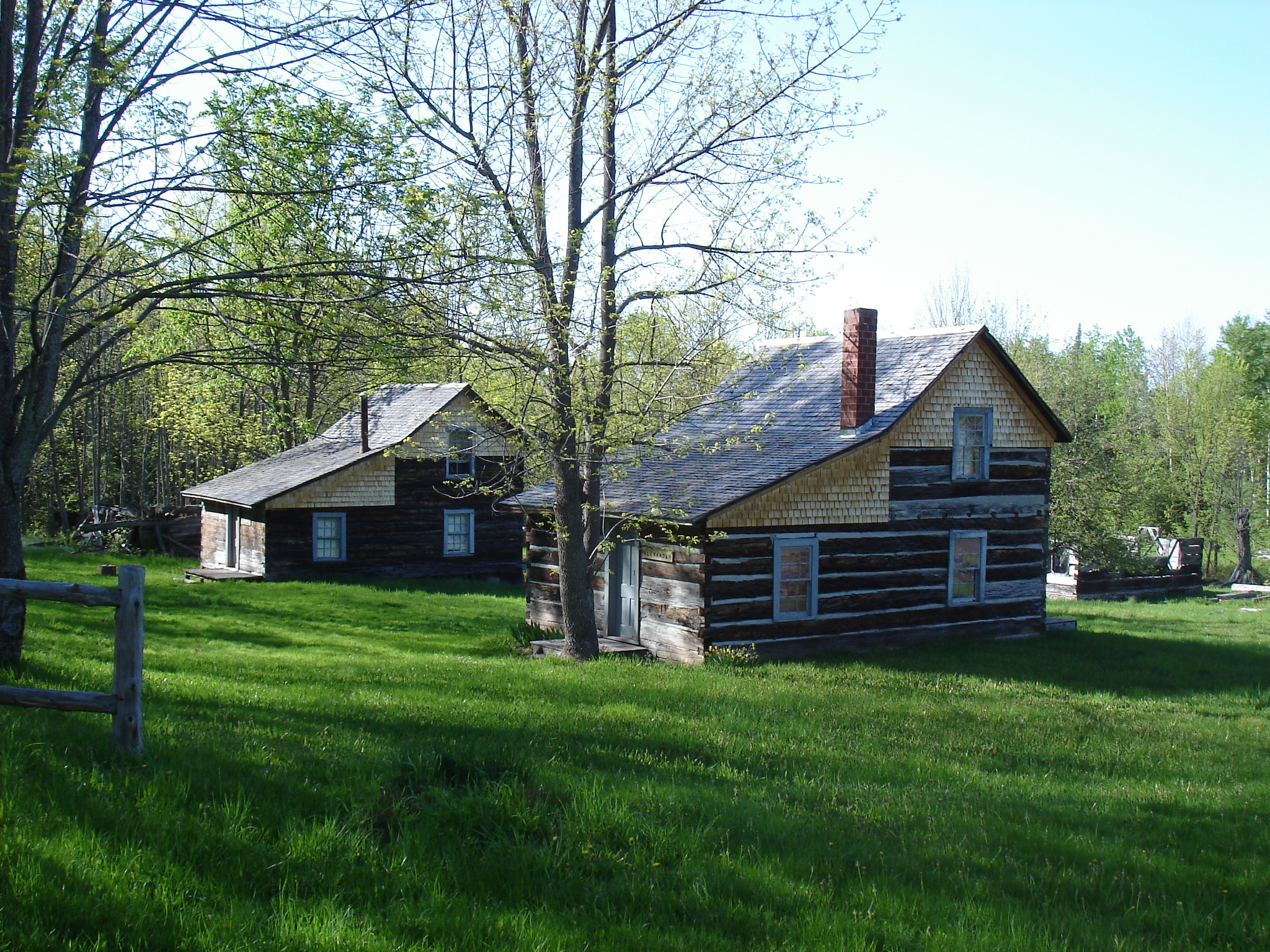
Maisons restaurées du village de Victoria.

La fermeture de la mine entraîne l'abandon et le délabrement rapide du village de Victoria. Dans les années 1970, une tentative est menée pour préserver l'héritage historique de la région. La Society for Restoration of Old Victoria commence à restaurer un groupe de vieilles masures où vivaient les mineurs. Le site ouvre en 1976 et devient depuis une étape de visites guidées. Quatre maisons sont ainsi visitables, dont deux pensions familiales et une maisons familiale, équipées comme à l'époque. Elles font partie des sites historiques de Keweenaw, dans le parc historique national de Keweenaw.